# Кијевска Мадона
Кијевска Мадона је слика коју је фотографисао Андраш Фодлеш. Представља жену која се склонила у кијевски метро да би се заштитила од напада током бомбардовања Кијева 2022. године. Слика је била инспирација за икону изложену у католичкој цркви у Муњано ди Наполи, која је постала уметнички симбол отпора и наде.

## Историја
Слика 27-годишње Тетјане Близниак како доји своју тромесечну ћерку Маричку, која се склонила у тунеле кијевског метроа да би се заштитила од напада током бомбардовања града Кијева од стране Оружаних снага Руске Федерације, привукао је пажњу мађарског новинара Андраша Фолдеша, а он га је спонтано снимио. Жена се са супругом и дететом склонила у метро од 25. фебруара 2022. године. Иако је требало да буду евакуисани 26. фебруара, због борби нису могли да изађу из тунела у коме су се склонили.  Фотографија је постала вирална, а чак ју је поделио и званични сајт Ватикана. Међу онима који су то видели била је и украјинска уметница Марина Соломењкова из Дњепра.
На захтев језуитског свештеника Вјачеслава Окуна, платнена копија портрета „Мадона из метроа” послата је у Италију да се чува у месту где ће свештеник служити.  На Велики четвртак је напуљски архиепископ освештао слику као предмет обожавања.  Икону је осветио папа Фрања 25. марта 2022. 
Тетјана Близниак се касније склонила у Лавов . 